# 王敏 (東漢)
王敏（？—74年），字叔公，并州西河郡隰城（今山西省临汾市西）人，东汉时期的大臣。
王敏官至大司农。汉明帝永平十六年（73年）八月，司徒邢穆犯罪处死，六月初八，大司农王敏被任命为司徒。永平十七年（74年）二月，王敏去世，三月，汝南郡太守鲍昱继任为司徒。